# Bayou (collection)
Pour les articles homonymes, voir Bayou (homonymie).

Logo de la collection

Bayou est une collection de Gallimard consacrée à la bande dessinée créée en 2005.
Elle est dirigée par Joann Sfar qui dit vouloir proposer « de grandes histoires en bandes dessinées lisibles par tous ». Chaque titre fait plus de cent pages pour permettre un espace de narration plus proche des bandes dessinées japonaise ou américaine que du standard franco-belge de 48 pages.
D'horizons géographique et stylistique très variés, les auteurs publiés respectent une parité aussi involontaire qu'inédite dans le milieu.

## Parutions
- Aya de Yopougon (6 tomes) de Marguerite Abouet et Clément Oubrerie
- Capucin de Florence Dupré la Tour
- Orage et désespoir de Lucie Durbiano
- Le local de Gipi
- La forêt de l'oubli (3 tomes) de Nadja
- Skateboards et vahinés, Cow-boy moustache de Morgan Navarro
- Chaque chose de Julien Neel
- Klezmer (3 tomes) de Joann Sfar
- ALIEEN de Lewis Trondheim
- Cadavre exquis de Pénélope Bagieu
- L'Arleri de Baudoin
- Princesse aime Princesse de Lisa Mandel
- RG (2 tomes) de Frederik Peeters et Pierre Dragon
- Mamohtobo de Nancy Peña et Gabriel Schemoul
- Mémoires d'un guerrier de Jean-Louis Marco
- Raiden & Raiju de Loïc Sécheresse et Stéphane Melchior-Durand
- Diables sucrés de Clément Baloup et Mathieu Jiro
- Post Mortem de Pierre Maurel
- Coucous Bouzon d'Anouk Ricard
- Wounded-Knee et Dimitri Bogrov de Benjamin Bachelier et Marion Festraëts